# Rudolf Bernhard
Rudolf Bernhard Conrath (* 26. März 1901 in Basel; † 21. Oktober 1962 in Zürich) war ein Schweizer Schauspieler.

## Leben
Rudolf Bernhard erlernte den Beruf des Optikers. Seine erste Schauspielerfahrungen erhielt er bei Karl Valentin in München und beim Kabarett der Komiker in Berlin. Seine erste grosse Rolle hatte er 1926 am Küchlin-Theater in Basel. Es folgten Theatertourneen. Ein erfolgreiches Duo auf der Bühne bildete er mit Fredy Scheim. 1941 eröffnete er in Zürich sein Rudolf Bernhard-Theater, das es bis 1962 auf fast 7000 Vorstellungen bringen sollte. Die namhaftesten Künstler der Schweiz wie Emil Hegetschweiler, Schaggi Streuli, Fredy Scheim, Alfred Rasser, Leopold Biberti, Heinrich Gretler, Walter Roderer, Zarli Carigiet oder Peter W. Staub traten auf. Maria Schell debütierte dort, Hans Moser und Heinz Rühmann spielten Gastrollen.
Seine erste Filmrolle spielte er 1935 im Film Ohä lätz! De Bünzli wird energisch! zusammen mit seinem Bühnenpartner Fredy Scheim. In seinem zweiten Film Was isch denn i mym Harem los? schrieb er auch am Drehbuch mit. Die Dreharbeiten wurden 1937 beendet, doch der Film sollte bis 1983 nie den Weg in die Kinos finden. Zwischen 1939 und 1942 war er regelmässig im Schweizer Dialektfilm zu sehen. So 1942 von Eduard Probst produzierten Spielfilm Skiferien.
Auch Leopold Lindtberg und Franz Schnyder setzten Bernhard in ihren Filmen ein. Wiederum mit Fredy Scheim spielte er einige Szenen im Film Extrazug - Chum lueg d'Heimet a!, der vor allem aus Dokumentarfilmmaterial bestand. Beim Film De Winzig simuliert war er Drehbuchautor, Hauptdarsteller und Regisseur.
Erst ab 1950 kehrte Bernhard in unregelmässigen Abständen wieder zum Film zurück. Neben dem deutschen Heimatfilm war er auch in der deutschsprachigen Fassung von S'Waisechind vo Engelberg zu sehen. Während 30 Jahren war Rudolf Bernhard einer der beliebtesten Komiker der Deutschschweiz.
Er fand auf dem Friedhof Sihlfeld seine letzte Ruhestätte.

## Filmografie
- 1935: Ohä lätz! De Bünzli wird energisch!
- 1938: Zürich baut (Tiefbauamt Stadt Zürich)
- 1939: Kriminalkommissar Studer (Wachtmeister Studer)
- 1940: Die missbrauchten Liebesbriefe
- 1941: Gilberte de Courgenay
- 1941: Extrazug - Chum lueg d'Heimet a!
- 1941: Der letzte Postillon vom St. Gotthard
- 1941: Bider der Flieger
- 1942: Skiferien
- 1942: Menschen, die vorüberziehen...
- 1942: De Winzig simuliert
- 1950: Es liegt was in der Luft
- 1953: Zwiespalt des Herzens (Die Venus vom Tivoli)
- 1956: Die Fischerin vom Bodensee
- 1956: S'Waisechind vo Engelberg
- 1957: Heiraten verboten
- 1958: Ein Lied geht um die Welt
- 1983: Was isch denn i mym Harem los?